# Circoscrizioni di Palermo

Le 8 circoscrizioni di Palermo.

Le circoscrizioni di Palermo sono le otto suddivisioni amministrative del comune italiano di Palermo, capoluogo dell'omonima città metropolitana e della Regione Siciliana. Sono ripartite in 25 quartieri e 55 unità di primo livello. La divisione avviene per i quartieri limitrofi con grosse similitudini nella tipologia. Ogni circoscrizione ha un proprio consiglio, eletto contestualmente alle elezioni comunali, e un proprio presidente. Quest'ultimo veniva eletto dal consiglio fino al 2012, dalle elezioni di quell'anno si è passati invece all'elezione diretta da parte dei cittadini.

## 1 Circoscrizione (Centro storico)
L'area più antica della città, il vero e proprio centro storico, diviso nei quattro storici mandamenti. L'area, un tempo attraversata dai due fiumi Kemonia e Papireto, attualmente è totalmente urbanizzata con una leggera pendenza verso il mare.
- Abitanti: 23 384
- Dimensioni: 249,7 ettari

### Quartieri
1. Tribunali-Castellammare
2. Palazzo Reale-Monte di Pietà

### Unità di primo livello
1. Tribunali o Kalsa
4. Castellammare o Loggia
2. Palazzo Reale o Albergheria
3. Monte di Pietà o Seralcadi

## II Circoscrizione
La II Circoscrizione rappresenta la parte tra periferia e centro storico e l'area più a sud della città. All'interno della circoscrizione si trova la principale zona industriale palermitana: Brancaccio. L'area conserva le ultime aree verdi della Conca d'oro che sono coltivate ad agrumi e altri alberi da frutto. La circoscrizione è tagliata dal corso del fiume Oreto. La circoscrizione si sviluppa ai piedi del monte Grifone.
- Abitanti: 72 888
- Dimensioni: 2 139,0 ettari
- La sede della II Circoscrizione di Palermo è sita in via San Ciro, 15.

### Quartieri
3. Oreto-Stazione (parte)
12. Brancaccio-Ciaculli
11. Settecannoli

### Unità di primo livello
5. Corso dei Mille-Sant'Erasmo
8. Brancaccio-Conte Federico
9. Ciaculli-Croce Verde
6. Settecannoli
7. Roccella-Acqua dei Corsari

## III Circoscrizione
La III Circoscrizione comprende l'ampia area alle falde di monte Grifone, buona parte di essa è ancora di tipo agricolo.
- Abitanti: 73 509
- Dimensioni: 2 034,7 ettari
- La sede della III Circoscrizione di Palermo è sita in vicolo Benfante, 7.

### Quartieri
3. Oreto-Stazione (parte)
13. Villagrazia-Falsomiele

### Unità di primo livello
10. Oreto-Perez.
11. Oreto-Guadagna
12. Falsomiele-Borgo Ulivia
13. Bonagia
14. Chiavelli-Santa Maria di Gesù
15. Villagrazia

## IV Circoscrizione
Nella strada che unisce la città di Palermo alla città di Monreale, un tempo aperta campagna, sono sorti numerosi e popolosi quartieri.
- Abitanti: 104 448
- Dimensioni: 2 616,3 ettari
- La sede della IV Circoscrizione di Palermo è sita in viale della Regione Siciliana, 5

### Quartieri importanti
5. Cuba-Calatafimi
4. Montegrappa-Santa Rosalia
15. Altarello
14. Mezzomonreale-Villatasca
16. Boccadifalco

### Unità di primo livello
18. Cuba-Calatafimi
16. Montegrappa
17. Santa Rosalia
23. Altarello-Tasca Lanza
19. Villa Tasca
20. Mezzomonreale
24. Boccadifalco-Baida

## V Circoscrizione
La V Circoscrizione include due aree abbastanza distinte, una la Zisa nata come area di caccia imperiale durante il regno di Federico II di Svevia; la seconda, invece, è di recente costruzione.
- Abitanti: 113 425
- Dimensioni: 1 753,1 ettari
- La sede della V Circoscrizione di Palermo è sita in via Adua, 22.

### Quartieri
6. Zisa
17. Uditore-Passo di Rigano
7. Noce
18. Borgo Nuovo

### Unità di primo livello
21. Zisa-Ingastone
22. Zisa-Quattrocamere
28. Olivuzza
31. Leonardo da Vinci-Di Blasi
34. Uditore
35. Passo di Rigano
29. Parlatore-Serradifalco
30. Noce
36. Borgo Nuovo

## VI Circoscrizione
Parte della Palermo nord nata praticamente tutta negli anni settanta e ottanta.
- Abitanti: 73 895
- Dimensioni: 2 390,0 ettari
- La sede della VI Circoscrizione di Palermo è sita in via Monte San Calogero, 26.

### Quartieri
19. Cruillas-San Giovanni Apostolo
20. Resuttana-San Lorenzo

### Unità di primo livello
37. San Giovanni Apostolo
38. Cruillas
43. Resuttana
44. San Lorenzo

## VII Circoscrizione
L'area più a nord della città, comprende il monte Pellegrino e monte Gallo e i tratti di costa alle loro falde.
- Abitanti: 76 671
- Dimensioni: 3 295,5 ettari
- La sede della VII Circoscrizione di Palermo è sita in via Eleonora Duse, 31.

### Quartieri
25. Arenella-Vergine Maria
23. Pallavicino
21. Tommaso Natale-Sferracavallo
22. Partanna-Mondello

### Unità di primo livello
54. Arenella
55. Vergine Maria
45. Patti-Villaggio Ruffini
46. Pallavicino
47. San Filippo Neri
48. Tommaso Natale-Cardillo
49. Sferracavallo
50. Partanna-Mondello

## VIII Circoscrizione
A pochi passi dal centro storico, buona parte di essa è stata edificata a cavallo tra l'Ottocento e il Novecento.
- Abitanti: 119 341
- Dimensioni: 1 532,7 ettari
- La sede dell'VIII Circoscrizione di Palermo è sita in via Via Fileti n. 19.

### Quartieri
10. Politeama
9. Libertà
24. Montepellegrino
8. Malaspina-Palagonia

### Unità di primo livello
25. Borgo Vecchio-Principe di Scordia
26. Croci-Ruggero Settimo
27. San Francesco di Paola-Terrasanta
39. Notarbartolo-Giardino Inglese
40. Villa Sperlinga
41. Vittorio Veneto
42. Marchese di Villabianca-Sampolo
51. Cantieri
52. Monte Pellegrino
53. Acquasanta
32. Malaspina-Leonardo da Vinci
33. Principe di Palagonia